# Géologie de l'île Saint-Martin
La géologie de partie française de l’île de Saint-Martin, aux Antilles, a été étudiée pour au moins deux raisons :
- soit pour des recherches de gisements de minéraux métallifères dans le but d'une possible exploitation ;
- soit en recherche fondamentale afin de mieux comprendre l'ensemble de l'histoire géologique du banc d'Anguille, et plus globalement de celle de l'arc des îles de la Caraïbe.

## Conséquence régionale de la tectonique des plaques
La tectonique des plaques décrit le déplacement vers l'ouest de la plaque nord-américaine et de la plaque sud-américaine à partir de la dorsale médio-atlantique.

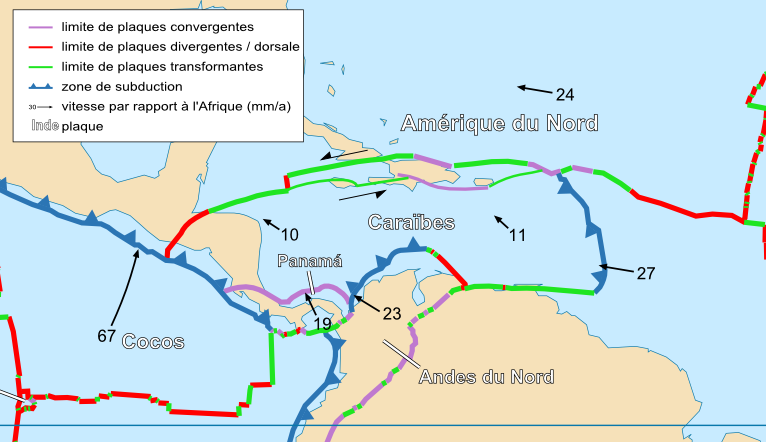
Schéma général des différentes plaques tectoniques en jeu dans la zone Caraïbe et d'Amérique centrale.
Sur Haïti, la ligne de limite passe exactement par l'épicentre du tremblement de terre dévastateur de 2010.

Au contact de la plaque caraïbe, la plaque sud-américaine s'enfonce sous la précédente dans un mouvement dit de subduction. En conséquence, plus à l'ouest, cela a créé des plissements qui ont remonté le plancher océanique (fond marin) de la plaque caraïbe en le rapprochant de la surface. C'est ainsi que se sont créés le chapelet des  plateaux sous-marins (les bancs) de l'arc antillais et les fosses océaniques tel qu'au nord de Porto Rico. Pendant des dizaines de millions d'années ces bancs sont restés immergés.

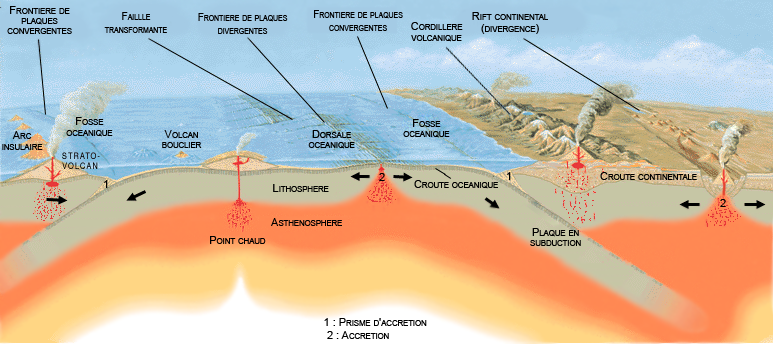
Schéma général des différents types de volcanisme associés aux mouvements des plaques tectoniques.
Le cas de l'arc antillais (dont Saint-Martin) figure à l'extrême gauche de cette image

## Effet local de la subduction

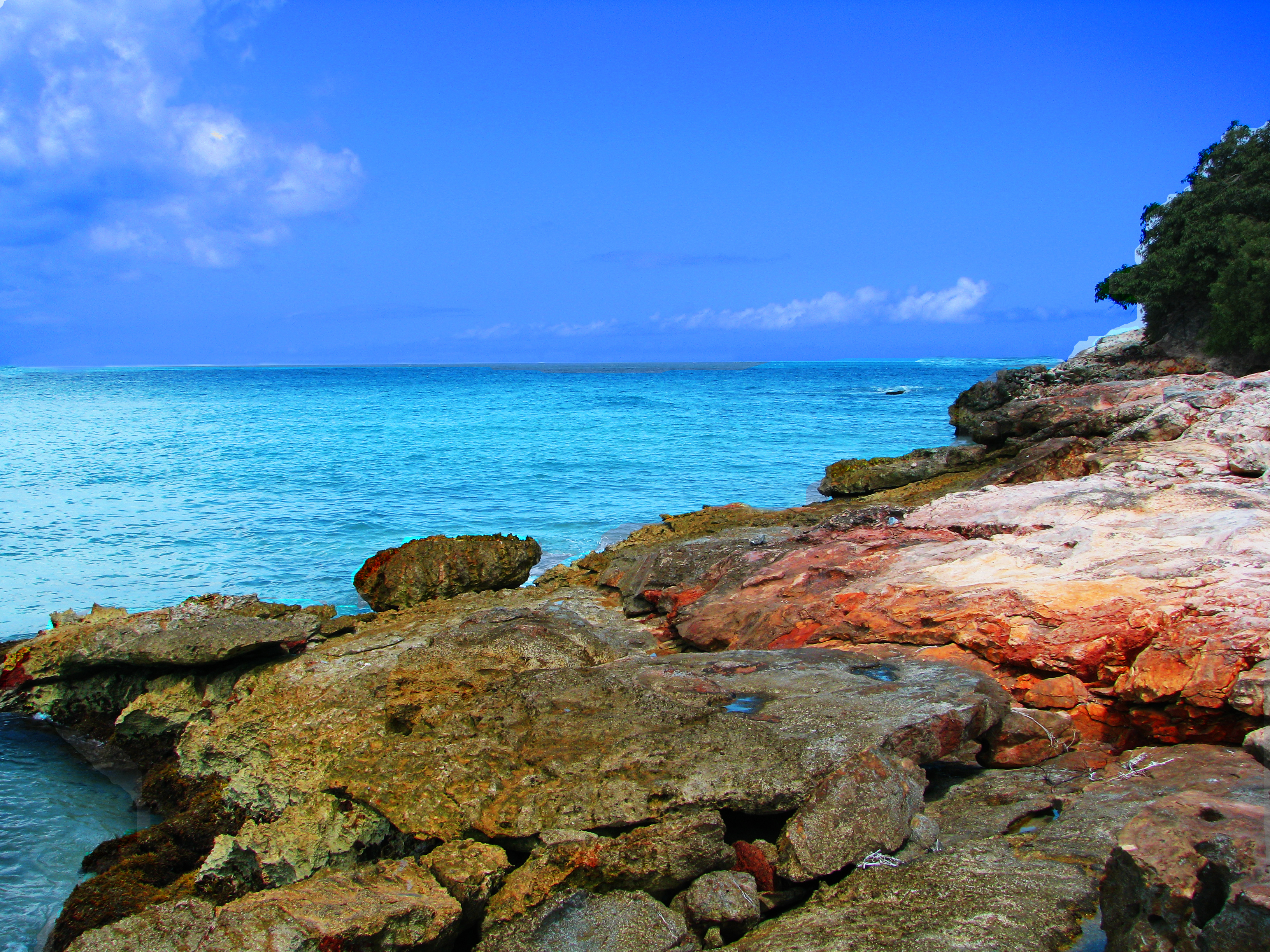
Baie Rouge.

Le volcanisme engendré il y a cinquante millions d'années (Éocène) a rapproché le fond marin de la luminosité de la surface des eaux, ce qui, dès les 40 mètres de profondeur, a permis il y a 36 millions d'années (durant l'Oligocène) le développement du récif corallien, augmentant ainsi les dépôts de calcaire sur la plate-forme sédimentaire submergée d'Anguilla, dite « banc d'Anguille ». Ce sont les sols les plus anciens, avec les calcaires durs en strates type Pointe Blanche (sis au port de la zone néerlandaise), le mont Billy Folly (sis à Lay bay) et l'île Tintamarre avec ses cristaux de sélénite (gypse) et ses fossiles marins, puis la formation tabulaire carbonatée des Terres basses (presqu’île rattachée par les cordons de sable de Simsonbaai et de la baie Nettlé) avec ses porphyres pourpres des Mornes rouges.

## Intrusions volcaniques
Après l'interruption du volcanisme pendant environ 10 millions d'années, celui-ci redémarre durant l'Oligocène pour former l'arc actuel des Antilles volcaniques dont le volcanisme est encore actif de nos jours (la Soufrière (Guadeloupe), la Soufrière (Montserrat), Montagne Pelée en Martinique). La reprise de cette activité volcanique, associée à de la sédimentation marine entraîne une succession de lithologies volcaniques et sédimentaires. Cette reprise de l'activité volcanique se traduit également par l'intrusion de deux plutons granodioritiques sur l'île qui vont recouper le banc d'Anguilla et plus localement, les séries volcano-sédimentaires déposées précédemment. Les deux plutons se trouvent au nord-est de l'île, à l'est de Grand-Case, et au sud est entre Philipsburg (Saint-Martin) et le Quartier-d'Orléans (se référer à la carte géologique de l'île de Saint-Martin.  Ce sont ces intrusions qui ont participé à donner l'ossature centrale des mornes actuellement les plus élevés.

## Émergence
Enfin, il y a environ 10 millions d'années, vers la fin du Miocène (milieu de l'ex-Tertiaire), l'île a commencé à émerger de l'océan.
Les cordons de sable littoraux se sont formés lors de l'Holocène (ex-Quaternaire) et évoluent encore de nos jours.

## Transgressions marines
La superficie de l'île et ses contours ont varié en fonction du niveau de la mer (-110 m/+40 m) en conséquence des transgressions marines dues aux variations des glaciations sur le globe. Donc il y a 12 000 ans et à plusieurs reprises auparavant l'île a été réunie en un seul bloc avec les îles sœurs Tintamarre, Saint-Barthélemy et toutes les îles d'Anguilla (dont Dog island & Prickly pear), toutes situées sur le même banc sous-marin actuellement à une profondeur moyenne de -40 m à - 60 mètres, le banc d'Anguilla. Pour une profondeur isobathe à 70 mètres ce bloc devait couvrir une surface de 4 650 km2 environ, soit 53 fois l'île actuelle ou encore la moitié de l'île Porto Rico.

## Les sols actuels
Le sol des mornes de l'île (aux sommets ou sur les pentes) est jonché de boulders et de restes de platiers coralliens. Sous une très fine couche d'humus, le sous-sol est principalement composé de tufs volcano-sédimentaires et de roches métamorphiques à structure grenue (diorite, péridotite, gabbro, andésite, etc). Par endroits émergent des dykes de basalte pourpre (Mont Fortune, Fort Louis, etc).

## Particularités géologiques à observer
- à la Pointe Arago, on peut observer en littoral une formation particulière relevée par le géologue Denis Westercamp : il s'agit de « pillow-lavas » (ou roches en coussin) issus directement de laves solidifiées sous la mer.
- au Gallion des Salines d'orient : tombolo fossile caractéristique ;
- à la baie aux Cayes et pointe du Bluff : tombolo fossile ;
- à la baie aux Cayes - morne aux Cabris : le Devil's hole (trou du Diable), effet de l'érosion ;
- à la plage de Baie Rouge : falaise percée (arche naturelle) ;
- à Red Rock - route de l'Anse Marcel : large amoncellement de boulders.
- basaltes pourpres du morne du fort de Marigot et du mont Fortune.

## Cristaux semi-précieux
On trouve des cristaux de grenats dans la ravine lieu-dit Saint-Louis.

## Cartes géologiques
- Carte géologique au 1/50 000°, feuille de Saint-Martin, Saint-Barthélémy, Tintamarre. D’après les levés géologiques effectués de 1959 à 1962 par Alain de Reynal de Saint-Michel - ed. BRGM (1966) - Paris (France). En coul. (91 × 73 cm) + notice explicative (27 p.). Fiche
- Carte géologique des Antilles Franc̦aises à 1:50 000°, Département de la Guadeloupe. St. Martin - Dagain; J. Westercamp; Denis Garrabé; François Andreieff - ed. BRGM (1989) - Orléans (France) - En coul. (68 × 76 cm) + notice explicative (59 p. : ill. ; 24 cm)
- "Topo-Guide : Parcours géologiques pédestres" - Westercamp D. & H.Tazieff (1980) -  (voir : Bibliographie ci-dessous).